# Челябінськ (метеорит)
Метеорит Chelyabinsk — це фрагментовані залишки великого челябінського метеорита, падіння якого відбулося 15 лютого 2013 року. Падіння спостерігалося як політ яскравого суперболіда у ранковому небі, який вибухнув на висоті кількох десятків кілометрів, спричинивши серію ударних хвиль, які розбивали вікна, частково понищили приблизно 7200 будівель і поранили близько 1500 людей. Фрагменти, що утворилися в результаті вибуху — розлетілися по значній площі.
Найбільший з виявлених фрагментів загальною вагою у 654 кг був піднятий з дна озера Чебаркуль 16 жовтня 2013 року.

## Найменування
Як метеор, так і метеорит отримали свої назви від Челябінської області, над якою вибухнув метеор. Спочатку було запропоновано присвоїти метеоритові назву озера Чебаркуль, в яке приземлився один із найбільших фрагментів боліда, утворивши при цьому пробоїну шириною в 6 метрів на льодяній поверхні озера.

## Композиція та класифікація
Метеорит був попередньо класифікований як звичайний хондрит. За попередніми оцінками його композиції, він містить близько 10 % метеоритного заліза, а також олівін та сульфіди.
Згодом таку класифікацію підтвердили, і виявили, що 2/3 екземплярів мають світле забарвлення матриці із типовою хондровою структурою. Середній розмір хондр становить 0.93 см у діаметрі. Метеорит складається в основному з олівіну та ортопіроксенів. У дуже незначній кількості присутні також зерна авгіту та бронзиту. Вкрай рідкісними є зерна польового шпату. Троїліт (4 % об.) та залізо-нікелеві метали (1.3 % об.) трапляються як окремі зернини нерегулярної форми.

## Астероїд
Астероїд, що мчав до зіткнення із Землею, почав яскравіти на фоні ранкового неба десь зі сторони сузір'я Пегаса, близько до східного горизонту, звідки починало сходити сонце. Метеороїд належав до групи навколоземних астероїдів під назвою «група Аполлона».
Діаметр астероїда становив приблизно 18 метрів, а маса — близько 9100 т, перед тим, як він увійшов у густіші шари земної атмосфери і став піддаватися абляції. На висоті близько 23.3 км (14.5 миль) болід вибухнув у повітрі, спровокувавши утворення потужних повітряних хвиль. Метеоритні уламки цього космічного тіла приземлилися на поверхню, утворивши велику площу розсіювання.

## Метеорит
Науковці зібрали 53 зразки поблизу 6-метрової діри в льодовому покриві озера Чебаркуль, які вважаються такими, що походять від єдиної спільної метеоритної події, у даному випадку — саме падіння метеорита Chelyabinsk. Розмір цих зразків варіюється, при чому вага найбільших уламків становить близько 5 кг, а попередні лабораторні аналізи підтвердили їх метеоритне походження.
У червні 2013 року російські науковці доповіли про те, що подальші розшуки за допомогою магнітного мапування дна озера Чебаркуль у місці утворення пробоїни в льоді, виявили на дні цього озера заритий в намул уламок метеорита розміром у 60 см. Операція, спрямована на видобування цього уламка з глибин озера розпочалася 10 вересня 2013 року, та завершилися 16 жовтня 2013 року підняттям каменя, вага якого оцінювалася у 654 кг. Він був спершу обстежений науковцями, а потім його передали місцевим представникам влади. Згодом його виставили напоказ у Челябінському державному краєзнавчому музеї, тим самим спричинивши протести з боку адептів нещодавно заснованої «Церкви Челябінського Метеорита».
Як наслідок вибуху суперболіда, чимала кількість дрібних фрагментів метеорита розсипалась по території на захід від Челябінська, зокрема — на території передмістя Депутатське. Падіння цих фрагментів відбувалося в цілому на граничній швидкості — близько тієї, якої досягає шматочок гравію, якщо його кинути вниз із хмарочоса. Місцеві мешканці та школярі повіднаходили та визбирали частину цих уламків, багато з яких були виявлені у снігових заметах, у яких після падіння фрагмента залишався характерний отвір на сніговій поверхні. Спекулянти активізувалися на неофіційному ринку продажу метеоритних фрагментів, який раптово виник невдовзі після падіння метеорита.

## У популярній культурі
- Станом на 18 лютого 2013 року, надходили окремі повідомлення про шахраїв, які продають несправжні уламки метеорита через інтернет.[18]

- 15 лютого (річниця події), під час Зимових Олімпійських ігор 2014, переможці отримували медалі із включеннями дрібних шматочків цього метеорита.[19]

- В російському місті Челябінськ була заснована «Церква Челябінського Метеорита».[15][20] Засновник цієї церкви, Андрій Брейвічко, стверджує, що великий уламок метеорита, вийнятий із озера, містить закодований «набір морально-правових норм, які допоможуть людям жити на новому етапі розвитку духовного знання.»[14] Брейвічко протистоїть намаганням виставити фрагмент метеорита у музеї, стверджуючи, що лише «жерці-екстрасенси» із його церкви є достатньо кваліфікованими, аби розшифрувати та правильно потрактувати дане небесне тіло, яке вони бажають розмістити у храмі, який має бути побудований у Челябінську саме з цією метою.[14][15][20]

- Два аматорських відеозаписи падіння метеорита Chelyabinsk були використані для двох вигаданих уривків із телевізійних новин, як відеоілюстрація інопланетного вторгнення, на початку фільму «На межі майбутнього» — американського військового науково-фантастичного бойовика 2014 року.

## Галерея
|                                                       |
| Порівняння розмірів метеора та деяких інших об'єктів. |

|                                             |
| Шлях польоту метеора порівняно з поверхнею. |

| |
| Проєкція траєкторії суперболіда Chelyabinsk та карта еліпса розсіювання віднайдених уламків. Карта демонструє документально підтверджені місця знахідок 253 шматків метеорита Chelyabinsk, з яких 199, були задокументовані із вказуванням маси (станом на 18 липня 2013 р.) |

|                                                                       |
| Дослідник тримає в руці зразок, виявлений в околицях озера Чебаркуль. |

| |
| Науковець Віктор Гроховський із Уральського федерального університету звертається до представників преси під час оголошення результатів аналізів у Єкатеринбурзі. |